# Slag om Fort Davidson

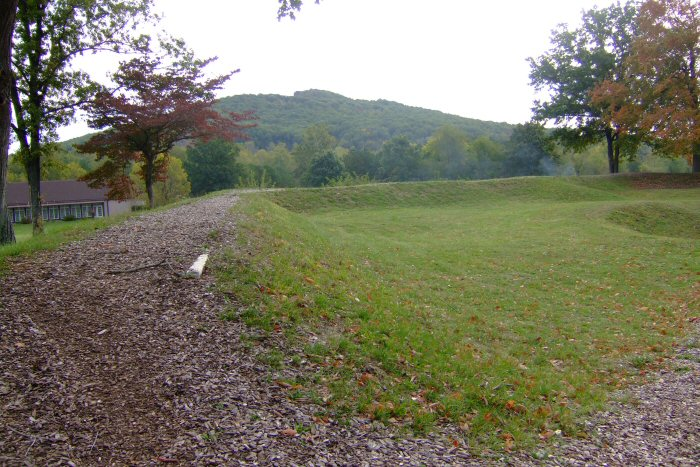
Een zicht op het fort waarbij de krater zichtbaar is die veroorzaakt werd door de ontploffing van het buskruitmagazijn.

De Slag om Fort Davidson vond plaats op 27 september 1864 in Iron County, Missouri tijdens de Amerikaanse Burgeroorlog. Deze slag is ook gekend als de Slag bij Pilot Knob.  Hoewel de Noordelijken tegenover een overmacht stonden van 10 tegen 1 slaagden ze erin om herhaaldelijke Zuidelijke aanvallen af te slaan. Tijdens de nacht evacueerden ze het fort en ontsnapten door een gat in de Zuidelijke linies. Het buskruitmagazijn werd opgeblazen waardoor het fort onbruikbaar werd. De opmars van de Zuidelijke generaal-majoor Sterling Price werd al bij de aanvang van zijn raid vertraagd waardoor hij zijn eerste doel, Saint Louis, Missouri, niet zou kunnen veroveren.

## Achtergrond
In april 1864 bevonden de Zuidelijke staten zich steeds meer in een moeilijke militaire situatie. Hoewel ze tot 1863 redelijk succesvol waren geweest, hadden ze geen beslissende militaire overwinningen behaald. Ze hadden ook geen erkenning gekregen van buitenlandse mogendheden. Hun grootste hoop was tot nog toe om zoveel mogelijk Noordelijke slachtoffers te maken dat de Noordelijke publieke opinie oorlogsmoe zou worden en president Abraham Lincoln niet opnieuw zou verkiezen in november. Indien de Zuidelijken erin zouden slagen om ondanks de recente Noordelijke militaire successen toch nog een grote triomf in de wacht te slepen zou Lincolns loopbaan misschien eindigen.
Toen de verkiezingen dichterbij kwamen leek de toekomst voor het Zuiden steeds uitzichtlozer te worden. Luitenant-generaal Ulysses S. Grant hield generaal Robert E. Lee in een wurggreep in Virginia. Generaal-majoor William T. Sherman stond op het punt om Atlanta, Georgia te veroveren op generaal Joseph E. Johnston en John Bell Hood.
Generaal-majoor George Crooks leger nam het in de Shenandoahvallei op tegen luitenant-generaal Jubal A. Early. Het was enkel in het westen dat de Zuidelijken een snelle overwinning konden boeken. Generaal-majoor Sterling Price werd aangewezen voor de taak. Hij stelde het Army of Missouri samen die uit 12.000 cavaleristen, bereden infanterie en veertien kanonnen. Met dit leger vertrok hij om zijn thuisstaat Missouri te bevrijden.

## Prices Raid begint
In september 1864 vertrok Price vanuit Camden, Arkansas naar Missouri. Voor hij kon vertrekken diende hij reeds zijn infanterie af te staan waardoor de geplande invasie meer een grootste cavalerieraid werd. Zijn initieel doel was St. Louis, de grootste stad van de staat. De stad herbergde een grote voorraad aan wapens en voorraden. Het verlies van deze stad zou een enorme opsteker betekenen voor het Zuiden. Toen zijn leger in noordelijke richting oprukte, arriveerden ze bij de eindhalte van de Iron Mountain spoorweg. In de buurt lag Fort Davidson. Het garnizoen bestond uit 1.500 soldaten en zeven kanonnen. Price had 10 keer zoveel soldaten en besliste daarom om het fort aan te vallen.
Terwijl Price zijn eenheden opstelde om het fort aan te vallen, ontving hij een bericht waarin stond dat de Noordelijken versterkingen stuurden om zijn opmars te stoppen. Price stuurde enkele detachementen uit om de spoorweg te vernietigen. Hij stelde zijn drie divisies verder op de verschillende heuvels in de omgeving zodat hij tegen het invallen van de duisternis op 26 september alles in gereedheid had gebracht om het fort te veroveren.
De Noordelijke brigadegeneraal Thomas Ewing, Jr, onderbevelhebber van het District of St. Louis en schoonbroer van William T. Sherman, arriveerde in het  fort met 200 soldaten om het garnizoen te versterken. Hij liet de mogelijke routes verkennen waarlangs Price zou kunnen oprukken naar St. Louis. Toen meldde een van zijn verkenners dat de Zuidelijke cavalerie de Ironton spoorweg had vernietigd. Hoewel de Noordelijken ver in de minderheid waren (10 tegenover 1) besliste Ewing om stand te houden.
Het fort stond op een defensief sterke positie. De muren waren 3 meter hoog en meer dan  3 meter dik en werd omgeven door een droge gracht van 3 meter diep. Een houten palissade stond boven op de muur. De enige toegang was een valbrug in de zuidoostelijke hoek van het fort.  In een cirkel van 300 meter rond het fort was een open terrein aangelegd zodat de soldaten en kanonniers op alles konden schieten die het fort aanviel.

## De slag
Op 27 september verwierp Ewing verschillende vragen tot overgave. De Zuidelijken vielen aan uit verschillende richtingen tegelijkertijd. Een kleine Noordelijke eenheid op Pilot Knob werd onder de voet gelopen. Een andere aanval kwam uit de richting van Shepherd Mountain. Een derde brigade viel de noordwestelijke zijde van het fort aan. Een vierde brigade kwam door de vallei tussen twee heuvels op het fort af. Toen de Zuidelijken Sheperd Mountain in handen hadden, stelden ze twee kanonnen op die het fort onder vuur namen.
De coördinatie tussen de verschillende aanvallen was niet perfect waardoor de Noordelijke artillerie de verschillende aanvalsgolven onder vuur kon nemen. Slechts één brigade bereikte het fort onder een moordende hagel van kanon- en geweerkogels. Daar aangekomen beseften ze dat de gracht te steil was om te overbruggen. Tijdens de aanval kregen de verdedigers handgranaten uitgedeeld om de Zuidelijken een warm welkom te geven. De Zuidelijke aanval draaide op niets uit waarop de soldaten zich terugtrokken.
De volgende dag zouden ze een nieuwe poging ondernemen.
De Zuidelijke soldaten werden aan het werk gezet om ladders te maken voor de aanval de volgende morgen. Ewing hield ondertussen crisisberaad. Hij had orders ontvangen dat hij het fort diende te evacueren en besloot om een ontsnappingspoging te organiseren. Alle uitrustingsstukken die de Noordelijken niet konden meedoen werden in de buskruitkamer geplaatst. De valbrug werd bedekt met canvas om het geluid te dempen. Daarna begonnen ze aan de evacuatie en ontsnapping van en uit het fort. Hoewel de omgeving verlicht werd door een groot houtskoolvuur, slaagden de Noordelijken ongezien tussen twee Zuidelijke stellingen te glippen. Ze lieten een traag brandende lont achter in de buskruitkamer. Toen de Noordelijken in veiligheid waren, vloog het fort de lucht in. Het was pas de volgende ochtend dat Price mannen naar het verlaten en vernietigde fort stuurde.

## Gevolgen
Price zette de achtervolging niet in ondanks het aandringen van zijn officieren. Hij had meer dan 10 procent van zijn strijdmacht verloren zonder er iets voor in de plaats te krijgen. Ook zijn doel om St. Louis in te nemen werd vertraagd en zou hierdoor niet lukken. Hoewel de exacte verliezen niet gekend zijn worden ze voor de Zuidelijken op 1.000 tot 1.500 geschat. De Noordelijken verloren nog geen 200 soldaten.
Prices eenheden rukten verder op. St. Louis was te sterk verdedigd en daarom rukten ze verder op naar Jefferson City, Missouri de hoofdstad van de staat. Ook deze stad was te sterk verdedigd. Ze reden verder in westelijke richting naar Kansas City, Missouri. In de Slag bij Westport zou zijn opmars gestopt worden.